# Stazione meteorologica di Firenzuola
La stazione meteorologica di Firenzuola, attiva dal 1920, è la stazione meteorologica di riferimento relativa alla località di Firenzuola. La stazione meteorologica, pur trovandosi in territorio toscano, è gestita dal Servizio Idrometeorologico dell'ARPA Emilia-Romagna per la sua ubicazione a nord dello spartiacque appenninico.

## Caratteristiche
La stazione meteorologica si trova nell'Italia centrale, in provincia di Firenze, nel comune di Firenzuola, a 476 metri s.l.m. e alle coordinate geografiche 44°07′19″N 11°22′28″E.
Nel 1920 venne attivata presso il Seminario Vescovile la stazione pluviometrica meccanica, che dal 10 aprile 1925 venne affiancata da un sensore termometrico collocato in capannina lignea sul fondo erboso del giardino.
Nel 2010 la stazione meteorologica meccanica venne sostituita dall'attuale stazione meteorologica automatica e riposizionata nell'attuale ubicazione e, dal 2012, i dati pluviometrici sono forniti anche dal Servizio Idrologico Regionale della Toscana.

## Dati climatologici 1961-1990
La media trentennale 1961-1990 indica una temperatura media del mese più freddo, gennaio, di +2,1 °C ed una temperatura media del mese più caldo, luglio, di +20,1 °C; mediamente si contano annualmente 83,1 giorni di gelo e 4,1 giorni di ghiaccio. Le precipitazioni medie annue, sono di 1 263,5 mm e presentano un minimo relativo in estate ed un picco in autunno, oltre a massimi secondari in inverno e primavera.
| Firenzuola (1961-1990)           | Mesi  | Mesi  | Mesi  | Mesi  | Mesi | Mesi | Mesi | Mesi | Mesi | Mesi  | Mesi  | Mesi  | Stagioni | Stagioni | Stagioni | Stagioni | Anno    |
| Firenzuola (1961-1990)           | Gen   | Feb   | Mar   | Apr   | Mag  | Giu  | Lug  | Ago  | Set  | Ott   | Nov   | Dic   | Inv      | Pri      | Est      | Aut      | Anno    |
| -------------------------------- | ----- | ----- | ----- | ----- | ---- | ---- | ---- | ---- | ---- | ----- | ----- | ----- | -------- | -------- | -------- | -------- | ------- |
| T. max. media (°C)               | 6,5   | 8,2   | 11,3  | 15,3  | 19,5 | 23,0 | 26,5 | 26,2 | 22,3 | 17,3  | 11,5  | 7,3   | 7,3      | 15,4     | 25,2     | 17,0     | 16,2    |
| T. media (°C)                    | 2,1   | 3,6   | 6,4   | 10,1  | 13,9 | 17,3 | 20,1 | 19,9 | 16,6 | 12,2  | 7,1   | 3,2   | 3,0      | 10,1     | 19,1     | 12,0     | 11,0    |
| T. min. media (°C)               | −2,4  | −0,9  | 1,4   | 4,9   | 8,3  | 11,6 | 13,7 | 13,6 | 10,9 | 7,2   | 2,8   | −1,0  | −1,4     | 4,9      | 13,0     | 7,0      | 5,8     |
| Giorni di gelo (Tmin ≤ 0 °C)     | 20,3  | 16,6  | 11,9  | 3,6   | 0,4  | 0,0  | 0,0  | 0,0  | 0,0  | 2,1   | 9,3   | 18,9  | 55,8     | 15,9     | 0,0      | 11,4     | 83,1    |
| Giorni di ghiaccio (Tmax ≤ 0 °C) | 2,1   | 0,7   | 0,1   | 0,0   | 0,0  | 0,0  | 0,0  | 0,0  | 0,0  | 0,0   | 0,1   | 1,1   | 3,9      | 0,1      | 0,0      | 0,1      | 4,1     |
| Precipitazioni (mm)              | 137,1 | 103,6 | 120,5 | 110,8 | 75,7 | 80,4 | 42,4 | 71,6 | 95,9 | 125,9 | 166,4 | 133,2 | 373,9    | 307,0    | 194,4    | 388,2    | 1 263,5 |

## Valori estremi

### Temperature estreme mensili dal 1925 ad oggi
Nella tabella di seguito sono riportati gli estremi mensili relativi alla stazione idrologica; la temperatura minima assoluta è di -26,0 °C raggiunti l'8 gennaio 1985 (il valore ufficiale più basso registrato in Toscana), mentre la temperatura massima assoluta è di +39,1 °C ed è stata raggiunta il 5 agosto 2017.
| Firenzuola (1925-2023) | Mesi         | Mesi         | Mesi         | Mesi        | Mesi        | Mesi        | Mesi        | Mesi        | Mesi        | Mesi        | Mesi         | Mesi         | Stagioni | Stagioni | Stagioni | Stagioni | Anno  |
| Firenzuola (1925-2023) | Gen          | Feb          | Mar          | Apr         | Mag         | Giu         | Lug         | Ago         | Set         | Ott         | Nov          | Dic          | Inv      | Pri      | Est      | Aut      | Anno  |
| ---------------------- | ------------ | ------------ | ------------ | ----------- | ----------- | ----------- | ----------- | ----------- | ----------- | ----------- | ------------ | ------------ | -------- | -------- | -------- | -------- | ----- |
| T. max. assoluta (°C)  | 19,9 (1974)  | 23,4 (2021)  | 26,9 (1993)  | 29,4 (2011) | 32,5 (2005) | 38,3 (1935) | 39,0 (2005) | 39,1 (2017) | 33,8 (1994) | 29,7 (2011) | 25,5 (2015)  | 19,5 (1979)  | 23,4     | 32,5     | 39,1     | 33,8     | 39,1  |
| T. min. assoluta (°C)  | −26,0 (1985) | −24,2 (1956) | −18,0 (2005) | −8,9 (2003) | −4,1 (1962) | 0,5 (1955)  | 4,5 (1981)  | 3,0 (1981)  | −0,6 (1977) | −7,1 (1941) | −14,8 (1971) | −18,2 (1970) | −26,0    | −18,0    | 0,5      | −14,8    | −26,0 |

### Temperature estreme decadali dal 1925 ad oggi
Nella tabella di seguito sono riportati gli estremi termici decadali registrati dal 1925 in poi con le relative date in cui sono stati registrati.
| Decadi          | Temperature massime assolute e relative date         | Temperature minime assolute e relative date   |
| --------------- | ---------------------------------------------------- | --------------------------------------------- |
| 1°-10 gennaio   | +18,9 °C il 5 gennaio 2013 e il 1º gennaio 2022      | -26,0 °C l'8 gennaio 1985                     |
| 11-20 gennaio   | +19,4 °C il 20 gennaio 1974                          | -19,5 °C il 14 gennaio 1966                   |
| 21-31 gennaio   | +19,9 °C il 21 gennaio 1974                          | -20,7 °C il 25 gennaio 1963                   |
| 1°-10 febbraio  | +22,0 °C il 7 febbraio 1995                          | -21,9 °C il 7 febbraio 1991                   |
| 11-20 febbraio  | +22,6 °C il 15 febbraio 1998                         | -24,2 °C il 15 febbraio 1956                  |
| 21-29 febbraio  | +23,4 °C il 26 febbraio 2021                         | -18,7 °C il 28 febbraio 2018                  |
| 1°-10 marzo     | +25,0 °C il 4 marzo 1997                             | -18,0 °C il 2 marzo 2005                      |
| 11-20 marzo     | +26,9 °C il 19 marzo 1993                            | -14,0 °C il 12 marzo 1976                     |
| 21-31 marzo     | +25,0 °C il 21 marzo 1993                            | -9,0 °C il 22 marzo 1958                      |
| 1°-10 aprile    | +29,4 °C il 9 aprile 2011                            | -8,9 °C l'8 aprile 2003                       |
| 11-20 aprile    | +26,9 °C il 18 aprile 2013                           | -6,8 °C il 18 aprile 1997                     |
| 21-30 aprile    | +27,8 °C il 27 aprile 1992                           | -4,1 °C il 21 aprile 2017                     |
| 1°-10 maggio    | +30,1 °C il 6 maggio 2003                            | -4,1 °C il 2 maggio 1962                      |
| 11-20 maggio    | +30,1 °C il 15 maggio 1997                           | -0,1 °C il 17 maggio 2012                     |
| 21-31 maggio    | +32,5 °C il 31 maggio 2005                           | -0,2 °C il 25 maggio 2004                     |
| 1°-10 giugno    | +33,0 °C il 10 giugno 1996                           | +0,5 °C il 1º giugno 1955 e il 6 giugno 1962  |
| 11-20 giugno    | +35,2 °C il 16 giugno 1927                           | +2,4 °C il 19 giugno 1981                     |
| 21-30 giugno    | +38,3 °C il 28 giugno 1935                           | +4,4 °C il 21 giugno 1981                     |
| 1°-10 luglio    | +38,9 °C il 7 luglio 1952                            | +5,0 °C il 1º luglio 1981                     |
| 11-20 luglio    | +36,0 °C il 18 luglio 2015                           | +6,0 °C il 15 luglio 1930 e il 13 luglio 1969 |
| 21-31 luglio    | +39,0 °C il 30 luglio 2005                           | +4,5 °C il 27 luglio 1981                     |
| 1°-10 agosto    | +39,1 °C il 5 agosto 2017                            | +5,5 °C il 10 agosto 1955                     |
| 11-20 agosto    | +38,6 °C il 14 agosto 2021                           | +5,0 °C il 13 agosto 1965                     |
| 21-31 agosto    | +37,7 °C il 21 agosto 2012                           | +3,0 °C il 26 agosto 1981                     |
| 1°-10 settembre | +33,8 °C il 1º settembre 1994                        | +2,9 °C il 5 settembre 1976                   |
| 11-20 settembre | +33,0 °C il 16 settembre 1943 e il 13 settembre 2021 | +1,5 °C il 18 settembre 1971                  |
| 21-30 settembre | +30,8 °C il 23 settembre 1993                        | -0,6 °C il 29 settembre 1977                  |
| 1°-10 ottobre   | +29,7 °C il 5 ottobre 2011                           | -2,0 °C il 7 ottobre 1971                     |
| 11-20 ottobre   | +28,6 °C l'11 ottobre 2011                           | -4,7 °C il 20 ottobre 2009                    |
| 21-31 ottobre   | +28,8 °C il 24 ottobre 1971                          | -7,1 °C il 31 ottobre 1941                    |
| 1°-10 novembre  | +25,5 °C l'8 novembre 2015                           | -10,0 °C il 6 novembre 1988                   |
| 11-20 novembre  | +21,5 °C il 12 novembre 2015                         | -10,1 °C il 17 novembre 1981                  |
| 21-30 novembre  | +20,9 °C il 22 novembre 1994                         | -14,8 °C il 21 novembre 1971                  |
| 1°-10 dicembre  | +19,5 °C il 6 dicembre 1979                          | -16,0 °C il 9 dicembre 1980                   |
| 11-20 dicembre  | +18,5 °C il 13 dicembre 1994                         | -17,0 °C il 18 dicembre 1963                  |
| 21-31 dicembre  | +19,1 °C il 31 dicembre 2021                         | -18,2 °C il 24 dicembre 1970                  |